# Mount Marcy
Mount Marcy är ett 1 629 meter högt berg i Essex County, New York. Det är bergskedjan Adirondack Mountains och delstaten New Yorks högsta punkt.